# Verkehr in Braunschweig

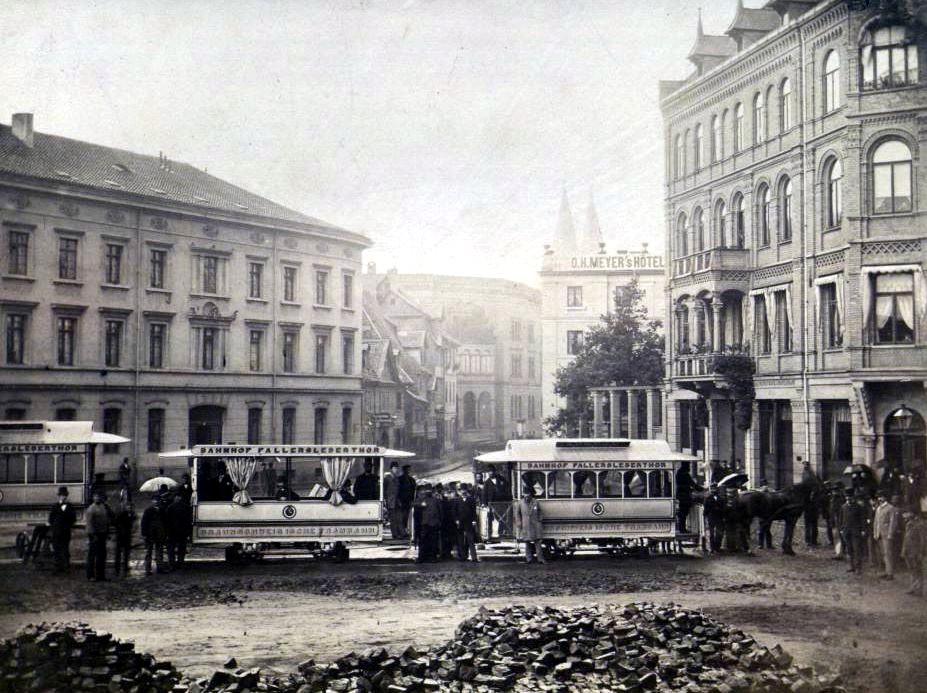
Eingang der Friedrich. Wilhelmstraße zu Braunschweig am Tage der Eröffnung der Pferdeeisenbahn, den 11. October 1879.

Der Verkehr in Braunschweig ist geprägt durch eine Vielzahl von Verkehrswegen. Die Stadt Braunschweig befand sich seit dem Mittelalter am Kreuzungspunkt mehrerer Fernhandelsstraßen. Der die Stadt durch- und umfließende Fluss Oker war bis in die Neuzeit schiffbar.

## Straßenverkehr

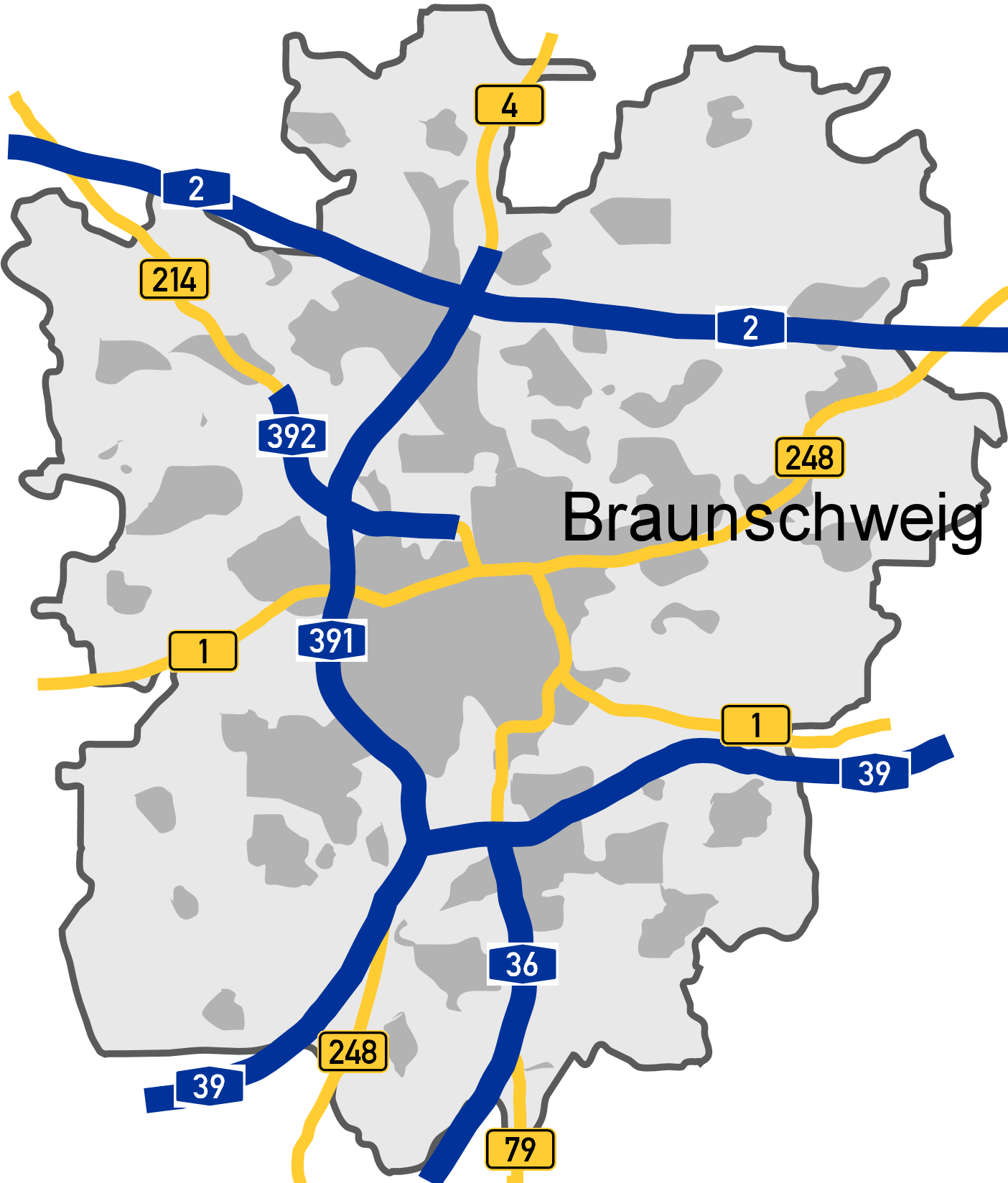
Verlauf der Bundesautobahnen und -straßen auf dem Stadtgebiet Braunschweigs

Durch das nördliche Stadtgebiet Braunschweigs führt in West-Ost-Richtung die Bundesautobahn A 2 Hannover-Berlin. 
Im Süden beginnt am Autobahnkreuz Braunschweig-Süd die A 36 in Richtung Bad Harzburg/Halle (Saale) und bindet Braunschweig an Wolfenbüttel, Teile Salzgitters, den Nordharz und insbesondere den mitteldeutschen Raum um Leipzig an. Weitere wichtige in der Richtung liegende Städte sind Goslar und Wernigerode.

Verlauf der B 1 im Stadtgebiet

Im Südwesten der Stadt beginnt am Autobahndreieck Braunschweig-Südwest mit der A 39 die A 391 und verläuft westlich der Stadt nach Norden über das Autobahnkreuz Braunschweig-Nord mit der A 2 weiter bis Braunschweig-Wenden. Sie führt westlich von Salzgitter in die A 7 und ist eine wichtige Tangente zwischen Berlin und den Raum Kassel, zudem stellt sie eine Direktverbindung nach Wolfsburg dar und wird in Zukunft eine Verbindung nach Lüneburg und Hamburg darstellen. Die Autobahn kreuzt etwa 20 km östlich von Braunschweig am Autobahnkreuz Wolfsburg/Königslutter. Seit Ende Januar 2009 ist der Lückenschluss der A 39 zwischen dem Kreuz Wolfsburg-Königslutter und der Anschlussstelle Cremlingen vollzogen.
Die A 391 wird auf ihrem Verlauf am Autobahnkreuz Braunschweig-Ölper von der recht kurzen A 392 gekreuzt. Diese führt von der nördlichen Innenstadt bis kurz vor Watenbüttel, von wo die nach Celle führende Bundesstraße B 214 den Anschluss an die A 2 an der Anschlussstelle BS-Watenbüttel herstellt.
Folgende Bundesstraßen führen durch die Stadt: Die B 1 von Hildesheim über Braunschweig nach Helmstedt und Magdeburg, die B 4 von Nordhausen und Bad Harzburg über Braunschweig nach Gifhorn, Uelzen und Lüneburg, die B 79 über Wolfenbüttel nach Halberstadt, die B 214 nach Celle und die B 248 von Seesen und Salzgitter-Bad über Braunschweig nach Wolfsburg.
Nach dem Zweiten Weltkrieg wurde die Innenstadt Braunschweigs autogerecht ausgebaut und dafür die Veränderung des ursprünglichen Bebauungsplanes in Kauf genommen. Heute wird die Innenstadt umschlossen von einem zweispurigen Cityring, weiter außen von einem zweispurigen Stadtring. Dazwischen liegt der Ring der schmalen Wallstraßen, die an den beiden Umflutgräben (siehe Geographie Braunschweigs) liegen. Im Süden laufen alle drei Ringe zu einem breiten Straßenzug entlang des Bürgerparks zusammen. Die Einfallstraßen, beispielsweise die meisten Bundesstraßen, enden an Plätzen entlang der großen Ringe.

## Radverkehr
Der Radverkehr spielt in Braunschweig eine bedeutsame Rolle und hatte 2012 einen Anteil von rund 21 % werktags und knapp 24 % sonntags.
Als Fahrradstraßen wurden in Braunschweig beginnend 2008 die Wallstraßen innerhalb der Okerumflut ausgezeichnet, die später um Ausfallstraßen im Westen und im Nordosten ergänzt wurden.
Anfang der 2010er Jahre wurden zahlreiche Einbahnstraßen für Radfahrer in beide Richtungen frei gegeben.  Insgesamt beträgt die Länge der Radwege im Stadtgebiet circa 470 km. Davon sind 180 km klassische straßenbegleitende Radwege, 90 km kombinierte Rad- und Gehwege sowie 200 km separat verlaufende Radwege, beispielsweise in Parks.
Regionale Radwege

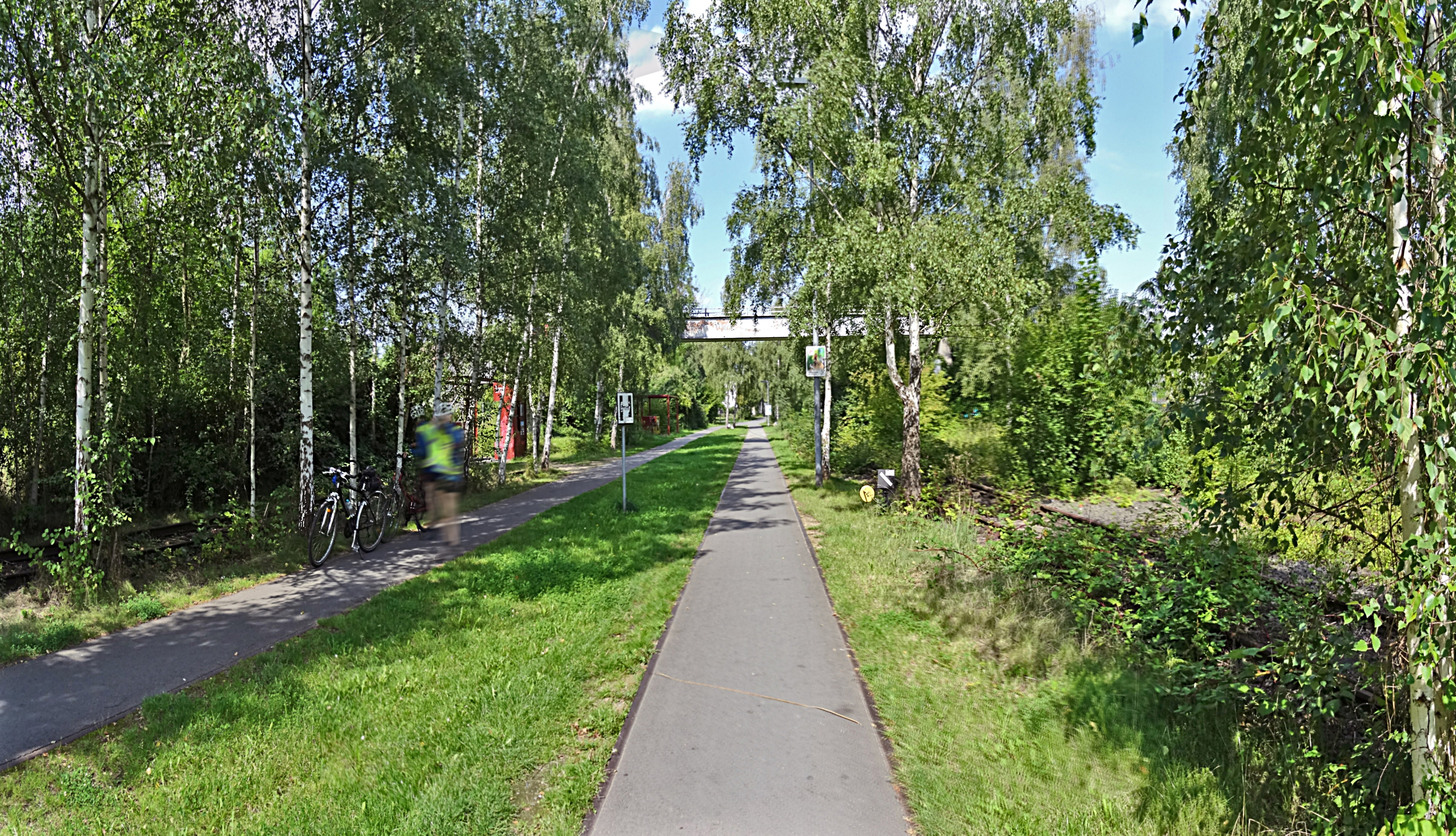
Rad- und Wanderweg auf den alten Gleisen am Westbahnhof

Entlang der ehemaligen Industriegleisanlage, dem Ringgleis, wurde abschnittsweise ein Fuß- und Radweg angelegt. Der Weg liegt außerhalb des äußeren Straßenrings,  erstreckt sich momentan über 22,5 Kilometer und ist seit 2020 als Ring mit provisorischen Abschnitten geschlossen. Wegen seiner hohe Akzeptanz wird er abschnittsweise asphaltiert.
Im Außenbereich der Stadt verläuft der Kleine-Dörfer-Weg, der sämtliche kleinen Dörfer des Stadtgebiets verbindet und auf dem man in über 100 Kilometern die Innenstadt umrunden kann. Er wurde seit Beginn dieses Jahrtausends dokumentiert.
Seit 2019 ist der Schunter-Radweg dem Verkehr übergeben, der bei Querum und Hondelage durch das Stadtgebiet führt.
Fahrradfreundlichkeit
Braunschweig hat seit 2012 regelmäßig bei den Fahrradklimatests des ADFC Gesamtbewertungen seiner Fahrradfreundlichkeit zwischen 3,9 und 3,7 (nach Schulnotenprinzip) erhalten. Das jüngste Ergebnis aus der Durchführung 2020 weist eine Gesamtbewertung von 3,7 aus, das ist der fünfte von 26 Plätzen in Städten der Größenklasse 200.000 bis 500.000 Einwohner.
Fernradwege
Der Fahrradtourismus hat in Braunschweig und Umgebung eher eine Bedeutung für Wochenendausflüge, der Fern-Radtourismus ist nur wenig entwickelt: Braunschweig ist nicht an das primäre deutsche Fernradwegenetz der D-Routen angebunden. Von dem im Auftrag des niedersächsischen Wirtschaftsministeriums entwickelten, aber nur unvollständig realisierten Niedersachsennetz sollten zwei Wege über Braunschweig verlaufen. Davon hat nur der Weser-Harz-Heide-Radweg (N-Netz 5) einen offiziellen Status mit Beschilderung und eigener Webseite bekommen. Er verläuft von Hann. Münden im südlichen Weserbergland bis nach Lüneburg, also in süd-nördlicher Richtung und ist 427,99 km lang. Der West-Ost-Radweg (N-Netz 10) von der nordrhein-westfälisch-niedersächsischen Landesgrenze zwischen Gronau und Bad Bentheim bis zur niedersächsisch-sachsen-anhaltischen Landesgrenze zwischen Bad Helmstedt (Brunnental) und Beendorf mit 443,42 km Länge, ist nicht weiterentwickelt worden, fungiert aber heute als Weg des regionalen Radverkehrs.
Weiterhin verläuft der internationale Fernradweg Amsterdam-Berlin (ein Initiativ-Radweg) von Hannover kommend über Braunschweig und weiter nach Magdeburg; er ist jedoch nicht ausgeschildert, hat aber eine eigene Internet-Präsenz und ist rund 820 Fahrradkilometer lang; er enthält den Start- und den Zielort des West-Ost-Radweges (N-Netz 10), hat jedoch teilweise eine andere (meist südlichere, seltener nördlichere) Wegführung als dieser und verläuft dadurch auch – im Vergleich zu diesem – mehr durch Nordrhein-Westfalen. Ebenfalls nach Magdeburg verläuft der Städtepartnerschaftsradweg Braunschweig – Magdeburg. Er wurde am 3. Oktober 2016 eröffnet und hat als Endpunkte das Braunschweiger Rathaus und das Rathaus von Magdeburg. Er ist rund 110 Kilometer lang und ausgeschildert.

### Weblink
- Fahrradstadtplan
- Regionale Radrouten von der Stadt Braunschweig

## Öffentlicher Personennahverkehr
Siehe auch: Nahverkehr in Braunschweig, Straßenbahn Braunschweig, Braunschweiger Verkehrs-GmbH und Verkehrsverbund Region Braunschweig

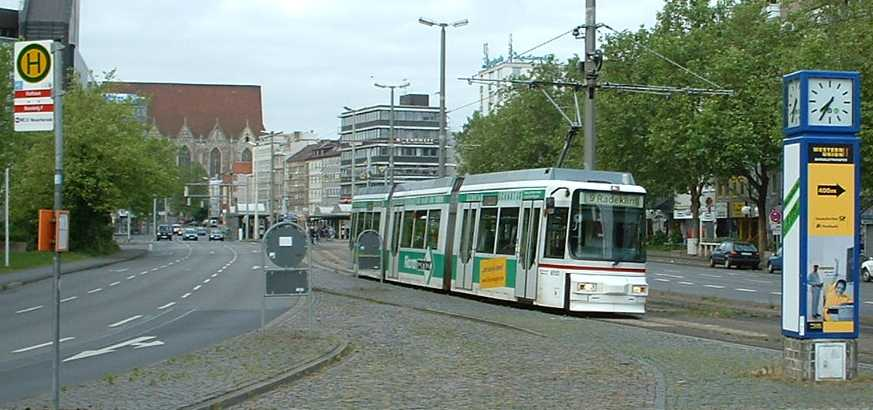
Niederflur-Straßenbahnwagen

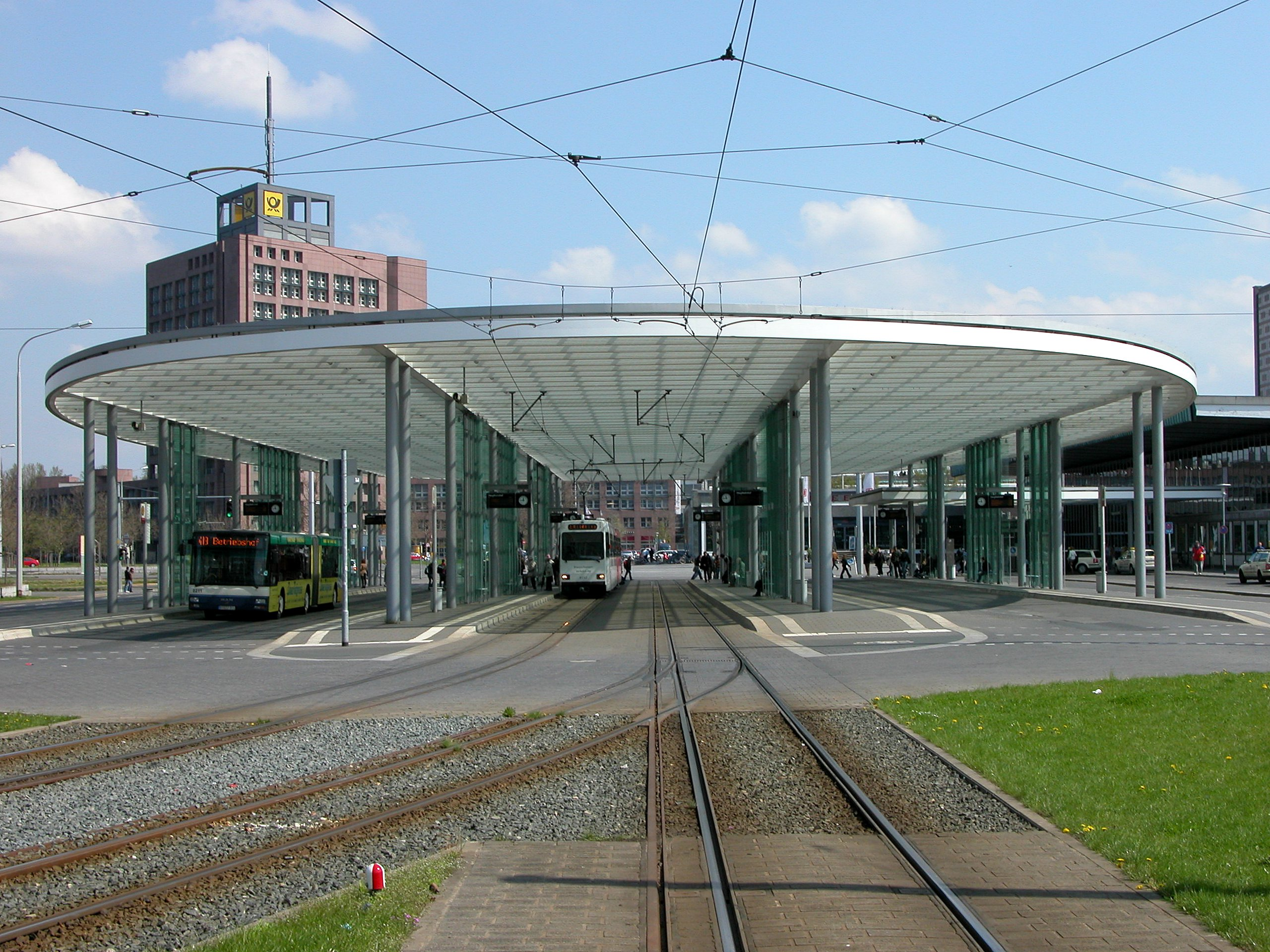
Kombinierter Bus- und Straßenbahn-Bahnhof vor dem Hauptbahnhof

Das Braunschweiger Stadtgebiet wird durch ein Straßenbahnnetz der Braunschweiger Verkehrs-GmbH mit einem Grundtakt werktags von 15 Minuten tagsüber bedient. Nach dem Zweiten Weltkrieg wurden Teile des Netzes, die über die Stadtgrenze hinaus verliefen, schrittweise eingestellt, so die Strecken nach Wolfenbüttel, Riddagshausen und Ölper. Seit den Sechziger-Jahren wird das Netz Stück für Stück bis an die jetzigen Stadtgrenzen erweitert, um große Stadtbereiche und Neubaugebiete anzubinden. Das Netz wird ergänzt durch Buslinien, die insbesondere die äußeren Stadtbezirke und die angrenzenden Gemeinden bedienen. Neben der Braunschweiger Verkehrs-GmbH sind auch die KVG Braunschweig (Betrieb Salzgitter-Lebenstedt), die Reisebüro Schmidt GmbH (RBS), die Kraftverkehr Mundstock GmbH, die Wolfsburger Verkehrs GmbH (WVG) und die Verkehrsgesellschaft Landkreis Gifhorn mbH (VLG) aktiv. Der Personenverkehr wird innerhalb des Verkehrsverbundes Region Braunschweig (VRB) zu einheitlichen Fahrpreisen (Zonentarif) angeboten, wobei auch der Regionalverkehr der Eisenbahn angeschlossen ist.
Die Straßenbahn verkehrt mit 1100 mm Spurweite und ist – abgesehen von der Straßenbahn in Rio de Janeiro – weltweit das einzige noch betriebene System mit dieser Eigenschaft. Eine Besonderheit stellt die Straßenbahnlinie nach Süden in Richtung Heidberg/Stöckheim dar, da sie auf dem mittleren Grünstreifen einer Autobahn (A 36) verläuft.
Am 3. Juni 1904 wurde zwischen Braunschweig und Wendeburg die weltweit erste Kraftomnibuslinie eröffnet, die auch heute noch existiert (jetzt Linie 560). Betreiber war die von dem Omnibushersteller Heinrich Büssing gegründete „Automobil-Omnibus-Betriebs-Gesellschaft Braunschweig“ (AOBG), die zugleich als Testbetrieb für neue Modelle seiner Firma diente.

## Schienenverkehr

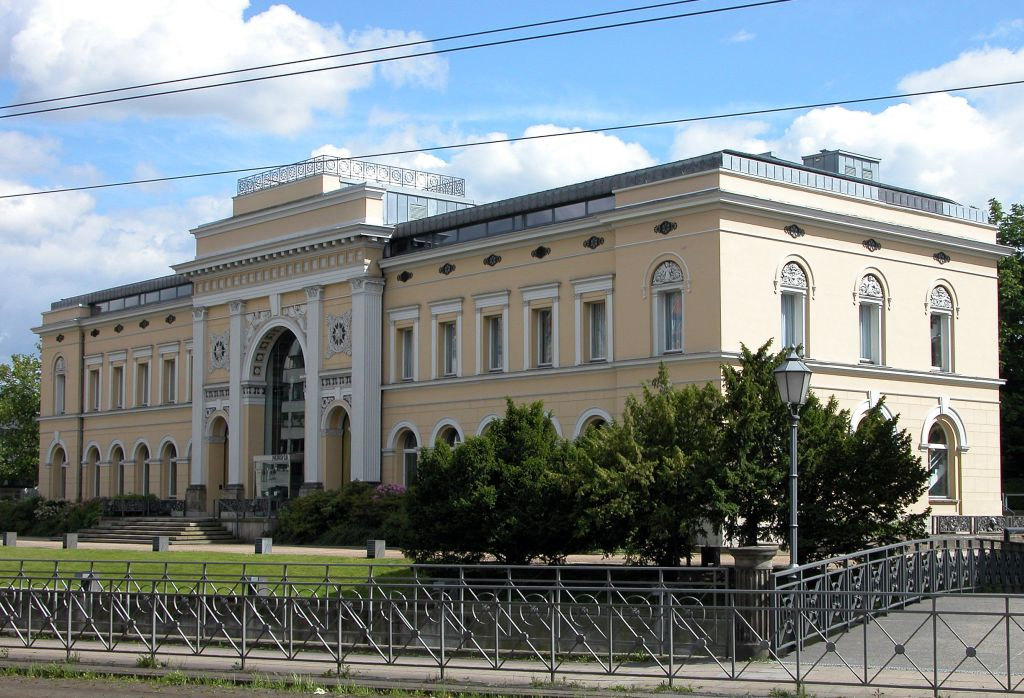
Der alte Braunschweiger Bahnhof

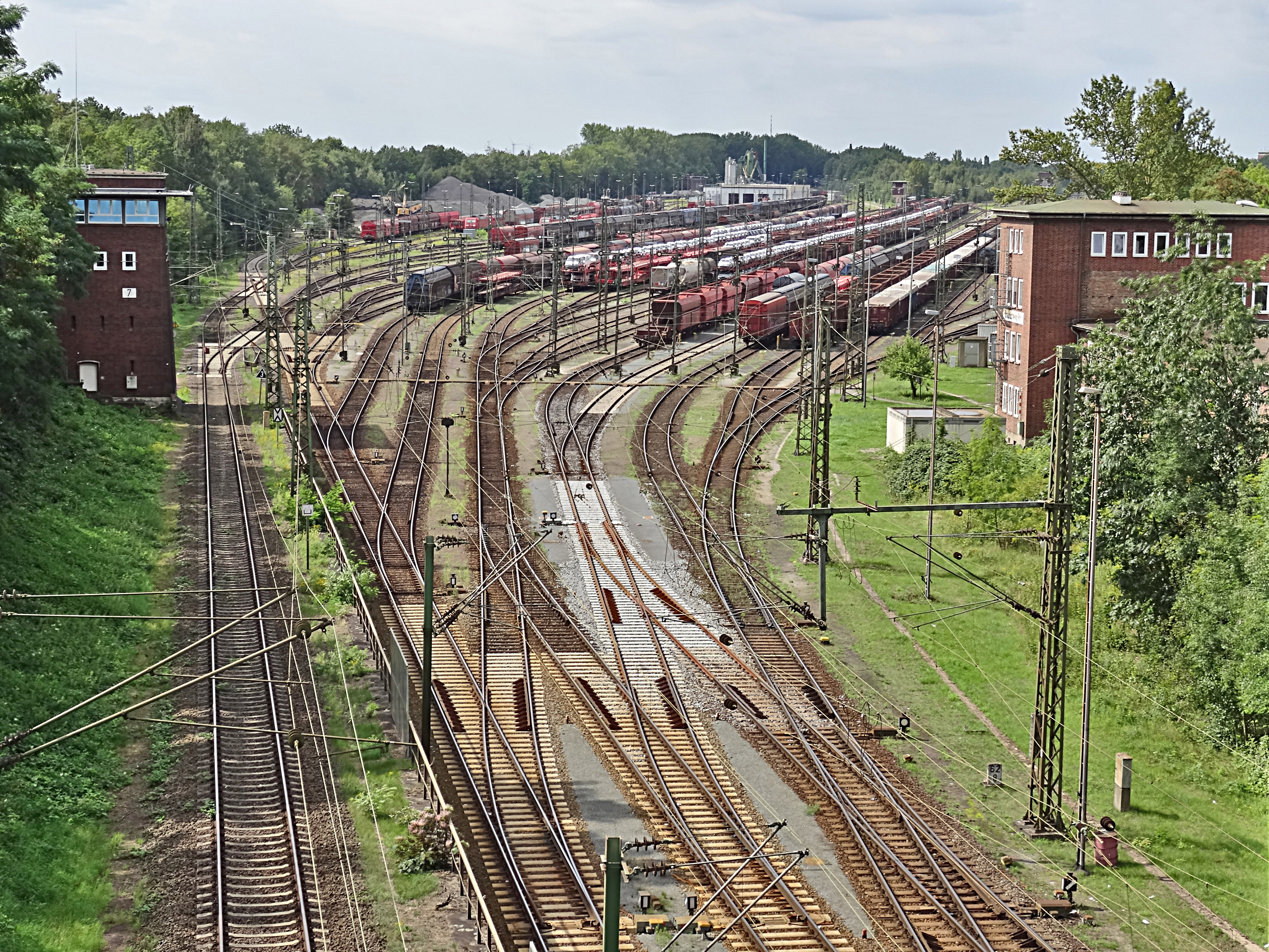
Der Hauptgüterbahnhof

Der Hauptbahnhof war bis 1. Oktober 1960 ein Kopfbahnhof in der südlichen Innenstadt in der Nähe des heutigen Europaplatzes. Das denkmalgeschützte ehemalige Hauptgebäude dient heute der Braunschweigischen Landessparkasse. Auf den ehemaligen Bahnsteigen befindet sich heute die Volkswagen Halle und ein Teil des Bürgerparks.

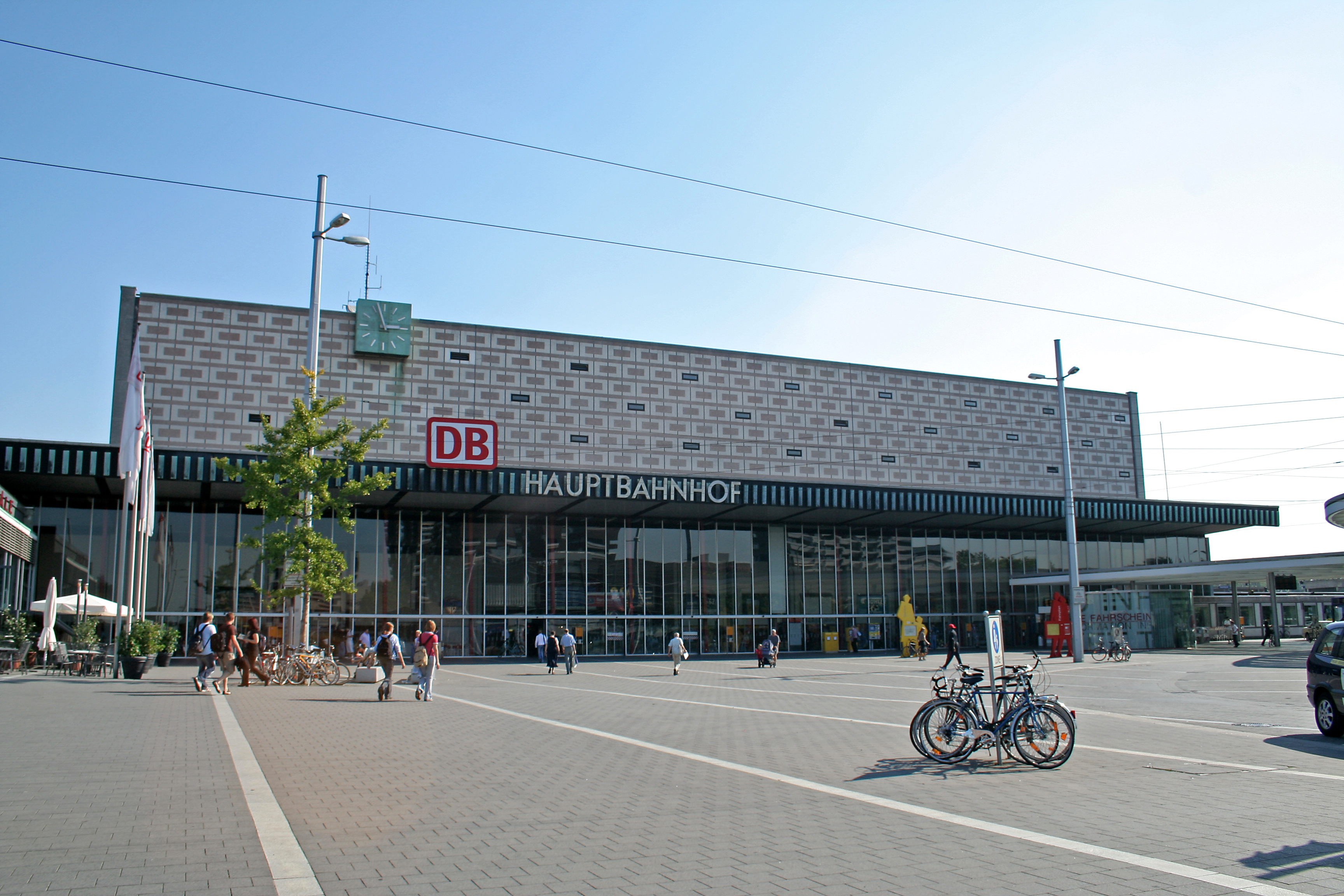
Der Braunschweiger Hauptbahnhof

Im Jahr 1960 wurde der alte Hauptbahnhof aufgelassen und im Bereich des früheren Braunschweiger Güterbahnhofs der neu errichtete jetzige Hauptbahnhof eröffnet. In der Nachbarschaft des Hauptbahnhofs befinden sich auch der Hauptgüterbahnhof und das Bahnbetriebswerk Braunschweig. Nachteilig im Vergleich zum alten Standort ist die größere Entfernung des neuen Hauptbahnhofs zur Innenstadt.
Braunschweig war ein regelmäßiger Haltepunkt für den Interzonenverkehr vom Ruhrgebiet und Hannover aus weiter auf der Bahnstrecke Braunschweig–Magdeburg über Helmstedt und Magdeburg nach West-Berlin und in den ehemaligen Ostblock (Paris-Warschau-Moskau). Seit der Wiedervereinigung verkehren die meisten Hochgeschwindigkeitszüge aus Richtung Hannover über die Berlin-Lehrter Eisenbahn und umgehen damit Braunschweig. Aus Richtung Frankfurt am Main verkehren die ICE von Hildesheim (Sorsumer Kurve) hingegen über Braunschweig und die Weddeler Schleife weiter nach Berlin. Die frühere Interzonenstrecke wird heute als Intercity-Verbindung vom Ruhrgebiet und Oldenburg über Hannover, Braunschweig, Helmstedt, Magdeburg und Halle (Saale) nach Leipzig genutzt.
Historisch relevant ist dagegen der Abschnitt von Braunschweig nach Wolfenbüttel der Bahnstrecke Braunschweig–Bad Harzburg, die im Jahre 1838 als erste deutsche Staatseisenbahn eröffnet wurde und auch heute noch von der Trassenführung her fast unverändert betrieben wird.
Weitere Bahnlinien führen von Braunschweig über den Bahnhof Gliesmarode und Gifhorn nach Uelzen, über Wolfenbüttel nach Schöppenstedt bzw. Goslar, über Salzgitter-Bad–Salzgitter-Ringelheim nach Seesen und Nordhausen sowie nach Salzgitter-Lebenstedt.
Die Verlängerung der Schöppenstedter Strecke bis nach Helmstedt wurde wegen der Ausweitung des Braunkohletagebaus stillgelegt. Die frühere Bahnlinie über Watenbüttel und Plockhorst nach Celle ist 1962 für den Personenverkehr stillgelegt und inzwischen auch weitgehend rückgebaut worden. Zwischen Braunschweig und der Mülldeponie verkehrt regelmäßig ein Müllzug, bis Harvesse mehrmals täglich ein Güterzug im Pendelverkehr zwischen dem VW-Logistikzentrum und dem Werk Braunschweig. Es gibt auch Überlegungen, die Strecke bis Harvesse als Regionalstadtbahntrasse zu nutzen.
Eine früher existierende Bahnverbindung nach Oschersleben wurde durch den Zweiten Weltkrieg unterbrochen, bis 1971 als Braunschweig-Schöninger Eisenbahn weitergeführt und aus wirtschaftlichen Gründen auch nach 1990 nicht wieder in Betrieb genommen. Reste dieser Trasse dienen noch dem Abtransport der Kohle im Tagebau im Raum Schöningen–Hötensleben.

## Schifffahrt
Durch Braunschweig führt der Mittellandkanal von Hannover weiter nach Wolfsburg und Magdeburg. In Braunschweig-Veltenhof befindet sich an diesem Kanal der Hafen Braunschweig, der eine direkte Anbindung an die Bundesautobahn 2 besitzt.

Panorama-Aufnahme des Braunschweiger Hafens

Braunschweig hat aber schon seit seiner Gründung eine Tradition als Hafenstadt. Die Oker war ab hier schiffbar. Zwischen 1747 und dem Ende des Siebenjährigen Krieges gab es Schiffsverkehr zwischen Wolfenbüttel und Braunschweig. In Klein Stöckheim (heute Braunschweig-Stöckheim) war ein Hafen, an denen die Mannschaften gewechselt wurden. Bornstedt veröffentlichte auch eine Preisliste:
1 Person mit Bagage à 1 Centner giebt 4.– (Gutegroschen)
1 Person ohne Bagage 2,– 8 Pf.
Bier, das halbe Faß 6,– …
Der jährliche Kostenvoranschlag beinhaltete für 1747 die Miete für 2 Häuser in Braunschweig und Wolfenbüttel, Löhnung der beiden Spediteure, 4 Schiffern sowie 4 Leute zum Ziehen der Schiffe, zwei Schiffsboten und 4 Packknechten, Karreführerlohn in beiden Städten, Fahrtkosten für Ersatzverkehr bei Frost und Trockenheit (Pferd und Wagen) sowie Unterhaltung der Schiffe. Die Kosten beliefen sich jährlich auf 2000 Reichsthaler.
Der Braunschweiger Hafen lag zunächst am Bruch (mit Kran und Güterschuppen), danach im Beginengarten des Johannisstifts (heute etwa Kattreppeln Ecke Friedrich-Wilhelm-Straße). Nach dem Bau der Oker-Umflutgräben im späten 18. Jahrhundert wurde dem Innenstadthafen dann das Wasser entzogen.

## Luftfahrt

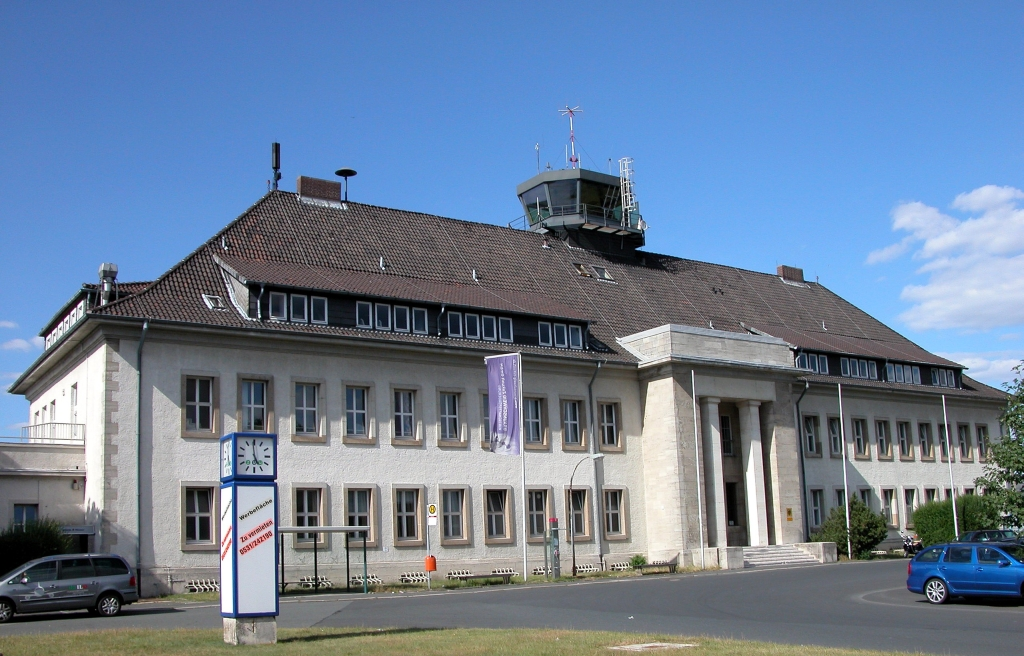
Empfangsgebäude des Flughafens Braunschweig-Wolfsburg

Der Flughafen Braunschweig-Wolfsburg, gelegen ca. 5 Kilometer vom Braunschweiger Stadtzentrum unmittelbar südlich des Stadtteils Waggum und direkt nördlich der A 2 mit eigener Anschlussstelle, ist zugleich Sitz des Luftfahrt-Bundesamtes und der Bundesstelle für Flugunfalluntersuchung. Er verfügt nach Verlängerung seit August 2011 über eine asphaltierte Landebahn von 2300 m Länge sowie eine Graspiste, die dem Segelflugverkehr vorbehalten ist.
Auf dem Flughafen sind mehrere Forschungsflugzeuge des DLR und der TU Braunschweig stationiert. Daneben wird der Flughafen regelmäßig für Werksflüge des Volkswagen-Konzerns benutzt, dessen Konzernzentrale sich im benachbarten Wolfsburg befindet, und kann auch von Privatfliegern angeflogen werden.
Im Gegensatz zu anderen Verkehrsflughäfen findet auf dem Braunschweiger Flughafen jedoch kein regelmäßiger Linien- oder Charterverkehr statt.